# Asylkompromiss
Asylkompromiss nennt man die von CDU/CSU und SPD am 6. Dezember 1992 vereinbarte und am 26. Mai 1993 durch den Deutschen Bundestag beschlossene Neuregelung des Asylrechts unter der Regierung des vierten Kabinetts Helmut Kohl durch die Regierungskoalition aus CDU, CSU und FDP mit Zustimmung der (für die verfassungsändernde Zweidrittelmehrheit im Bundestag erforderlichen) SPD-Opposition. Durch die Änderung des Grundgesetzes und des Asylverfahrensgesetzes (mit Wirkung vom 24. Oktober 2015 umbenannt in Asylgesetz) wurden die Möglichkeiten eingeschränkt, sich erfolgreich auf das Grundrecht auf Asyl zu berufen. Weitere Bestandteile des Asylkompromisses waren die Einführung des Asylbewerberleistungsgesetzes sowie die Schaffung eines eigenständigen Kriegsflüchtlingsstatus (§ 32a Ausländergesetz). Dem Asylkompromiss ging mit der Asyldebatte eine der schärfsten, polemischsten und folgenreichsten Auseinandersetzungen der deutschen Nachkriegsgeschichte voraus.

## Vorgeschichte

### Asylrecht und Flüchtlingszahlen

Zugänge von Asylsuchenden seit 1953 (Erst- und Folgeanträge)

Während der Zeit des Nationalsozialismus nahmen mehr als 80 Staaten weltweit rund eine halbe Million Flüchtlinge aus Deutschland auf. Aus dieser Erfahrung heraus entschied sich der Parlamentarische Rat, in Art. 16 Grundgesetz ein Grundrecht auf Asyl aufzunehmen: „Politisch Verfolgte genießen Asylrecht“. Dieses Grundrecht (heute in Art. 16a Abs. 1 GG) unterlag keinem Gesetzesvorbehalt, konnte also nicht per einfachem Bundesgesetz eingeschränkt werden. Zunächst waren die Zahlen der Asylanträge schwankend, aber niedrig. Mitte der 1980er Jahre kamen noch rund drei Viertel der Asylbewerber aus der „Dritten Welt“. Die Revolutionen im Jahr 1989, die Jugoslawienkriege und der Zerfall der Sowjetunion veränderten jedoch diese Verhältnisse:
Ab Ende der 1980er Jahre stieg die Zahl der Asylbewerber steil an. In den Regierungsparteien CDU/CSU wurde der Ruf nach einer Änderung von Grundgesetz-Artikel 16 laut. SPD, FDP und Grüne lehnten dies ab. Die Zahl der Asylanträge stieg Anfang der 1990er Jahre bis auf 438.191 im Jahr 1992, davon fast drei Viertel aus Europa. Die Zahl der neu eingereisten Asylbewerber war allerdings geringer. Damals wurde nämlich statistisch noch nicht erfasst, wer als Asylbewerber neu eingereist war und wer bereits im Lande war und nur einen zweiten Antrag (Asylfolgeantrag) gestellt hatte. Diese Differenzierung nimmt das Bundesamt für Migration und Flüchtlinge (BAMF) erst seit 1995 vor.
Auch wenn Deutschland das Hauptaufnahmeland für Flüchtlinge in der EU war, entwickelten sich die Asylbewerberzahlen nicht als deutsches, sondern als europäisches Phänomen. In der EU stiegen die Zahlen der Asylbewerber von ca. 160.000 im Jahr 1985 auf fast 700.000 im Jahr 1992. Die Asylbewerber kamen Anfang der 1990er Jahre vor allem aus dem in Bürgerkriegen zerbrechenden Jugoslawien. Neben den Asylbewerbern erfolgte eine zusätzliche Zuwanderung durch Familiennachzug der Gastarbeiter und (ab 1989) durch Deutsche aus dem ehemaligen Ostblock, vor allem Russlanddeutsche.
Die folgende Tabelle und das Diagramm rechts geben einen Überblick über die Zugänge von Asylsuchenden seit 1953.
| Jahr | Erst- und Folgeanträge auf Asyl |
| ---- | ------------------------------- |
| 1953 | 1.906                           |
| 1954 | 2.174                           |
| 1955 | 1.926                           |
| 1956 | 16.284                          |
| 1957 | 3.112                           |
| 1958 | 2.785                           |
| 1959 | 2.267                           |
| 1960 | 2.980                           |
| 1961 | 2.722                           |
| 1962 | 2.550                           |
| 1963 | 3.238                           |
| 1964 | 4.542                           |
| 1965 | 4.337                           |
| 1966 | 4.370                           |
| 1967 | 2.992                           |
| 1968 | 5.608                           |
| 1969 | 11.664                          |
| 1970 | 8.645                           |
| 1971 | 5.388                           |
| 1972 | 5.289                           |
| 1973 | 5.595                           |
| 1974 | 9.424                           |
| 1975 | 9.627                           |
| 1976 | 11.123                          |
| 1977 | 16.410                          |
| 1978 | 33.136                          |
| 1979 | 51.493                          |
| 1980 | 107.818                         |
| 1981 | 49.391                          |
| 1982 | 37.423                          |
| 1983 | 19.737                          |
| 1984 | 35.278                          |
| 1985 | 73.832                          |
| 1986 | 99.650                          |
| 1987 | 57.379                          |
| 1988 | 103.076                         |
| 1989 | 121.315                         |
| 1990 | 193.063                         |
| 1991 | 256.112                         |
| 1992 | 438.191                         |
| 1993 | 322.599                         |
| 1994 | 127.210                         |
| 1995 | 166.951                         |
| 1996 | 149.193                         |
| 1997 | 151.700                         |
| 1998 | 143.429                         |
| 1999 | 138.319                         |
| 2000 | 117.648                         |
| 2001 | 118.306                         |
| 2002 | 91.471                          |
| 2003 | 67.848                          |
| 2004 | 50.152                          |
| 2005 | 42.908                          |
| 2006 | 30.100                          |
| 2007 | 30.303                          |
| 2008 | 28.018                          |
| 2009 | 33.033                          |
| 2010 | 48.589                          |
| 2011 | 53.347                          |
| 2012 | 77.651                          |
| 2013 | 127.023                         |
| 2014 | 202.834                         |
| 2015 | 476.649                         |
| 2016 | 745.545                         |
| 2017 | 222.683                         |

### Probleme und öffentliche Debatte
Die Menge der Asylanträge führte zu langen Verfahrensdauern und verursachte erhöhte Kosten bei den Kommunen für Unterbringung und Versorgung während des Asylverfahrens. Große Teile der deutschen Bevölkerung empfanden die Zahl der in die Bundesrepublik Deutschland einreisenden Asylbewerber als zu hoch. So sprachen sich im Februar 1992 nach einer Emnid-Umfrage 74 Prozent der Befragten für eine Grundgesetzänderung zur Reduzierung der Zahl der Asylbewerber aus.
Unter dem Schlagwort vom „Asylmissbrauch“ wurde insbesondere die niedrige Anerkennungsquote in den Asylverfahren diskutiert. Nur 4,25 Prozent der Anträge wurden tatsächlich positiv beschieden. Eine Abschiebung der nicht als asylberechtigt anerkannten Asylbewerber war vielfach nicht möglich. Dies betraf insbesondere die Bürgerkriegsflüchtlinge aus Jugoslawien. Auch wurde in den Medien von Fällen berichtet, in denen Asylbewerber nach einer Ablehnung in Deutschland untertauchten.
Das Thema wurde wiederholt kontrovers diskutiert. Gegenstand der Diskussion war u. a.
- ob Deutschland ein Einwanderungsland ist (oder sein will)
- inwieweit Einwanderung eine Bereicherung (Multikulturelle Gesellschaft), eine Belastung oder eine Gefahr darstellt
- ob Ausländerkriminalität eine Gefahr für den inneren Frieden darstellt

Befürworter einer restriktiveren Asylpolitik sahen sich vielfach dem Vorwurf der Ausländerfeindlichkeit ausgesetzt. Auch Rechtsextremisten griffen das Thema auf. Die Republikaner konnten 1989 bei den Wahlen in Berlin (7,5 %) und zum Europaparlament (7,1 %) mit dem Thema „Asylmissbrauch“ in die Parlamente einziehen.
Zugleich kam es zu fremdenfeindlichen Straftaten. Die Ausschreitungen in Rostock-Lichtenhagen und der Mordanschlag von Mölln gehörten 1992 zu den gravierendsten unter zahlreichen fremdenfeindlichen Gewalttaten, die sich vor allem gegen Asylbewerberunterkünfte und deren Bewohner richteten. Als Reaktionen der Zivilgesellschaft drückten Bürgerbewegungen ihre Solidarität mit den Opfern und Bedrohten in Form von Kundgebungen und Lichterketten (siehe Münchner Lichterkette) aus.
Im Verlauf der Diskussion um die Einschränkung des Grundrechts auf Asyl verbreitete sich in der Öffentlichkeit statt des zunehmend als abwertend angesehenen Begriffes „Asylant“ die Bezeichnung „Asylbewerber“. Diese neue Bezeichnung wird kritisiert, da sie das grundgesetzlich garantierte Asylrecht sprachlich relativiere: Bestehe ein unbedingter Anspruch auf Asyl, so sei Asylanträgen stattzugeben, wohingegen eine Bewerbung mangels Rechtsanspruch auf die ersuchte Anerkennung auch abschlägig beschieden werden könne. Tatsächlich änderte sich allerdings durch die neue Bezeichnung nichts am Rechtsanspruch. Die Bezeichnung „Asylbewerber“ fand Eingang in die Rechtssprache und ist heute die amtliche Bezeichnung für Personen, die Anträge auf Asyl stellen bzw. sich in einem laufenden Asylverfahren befinden. Kritiker des Begriffs bevorzugen demgegenüber den Terminus „Asylsuchende“.
Angesichts der politischen Stimmung stimmten FDP und SPD nach höchst kontroversen innenpolitischen Diskussionen (die sogenannte Petersberger Wende) einer Änderung des Grundrechts auf Asyl zu. Im Juni 1993 trat die über den Asylkompromiss erzielte Asylrechtsreform in Kraft.

## Inhalt des Asylkompromisses
Der Kompromiss ruht auf mehreren Säulen:
1. Prinzip der sicheren Drittstaaten: Wer aus einem Land der EU oder einem als sicheren Drittstaat eingestuften Land nach Deutschland einreist, kann sich nicht auf das Grundrecht auf Asyl berufen, da nach dem Willen des Gesetzgebers schon in dem sicheren Drittstaat die Möglichkeit bestand, Asyl zu beantragen, womit keine Notwendigkeit einer Asylbeantragung in Deutschland mehr gegeben sei. Welche Staaten als sichere Drittstaaten anzusehen sind, wird durch ein Gesetz, das der Zustimmung des Bundesrates bedarf festgelegt. § 26a des Asylgesetzes (AsylG) listet die aktuell als sichere Drittstaaten eingestuften Länder auf. Ein Problem in der Praxis ist allerdings, dass manche Asylbewerber ihren Einreiseweg verschleiern. Trotz der Ablehnung als Asylbewerber ist ein Antrag auf Anerkennung als Flüchtling nach der Genfer Flüchtlingskonvention (§ 3 Asylgesetz) oder auf subsidiären Schutz (§ 4 Asylgesetz) möglich. Ob Deutschland für die Prüfung solcher Anträge zuständig ist, bestimmt sich nach der Dublin-III-Verordnung.[8]
2. Prinzip der sicheren Herkunftsstaaten: Stammt eine Person aus einem sicheren Herkunftsstaat, dann wird widerlegbar vermutet, dass keine Verfolgung vorliegt. Bei der individuellen Prüfung des Asylantrags muss der Asylbewerber erhebliche verfolgungsbegründende Tatsachen substantiiert vortragen, um den Antrag positiv beschieden zu bekommen.[9] Die sicheren Herkunftsstaaten werden durch Bundesgesetz, das der Zustimmung des Bundesrates bedarf, festgelegt.
3. Flughafenregelung: Eine Einreise mit Asylberechtigung ist faktisch, abgesehen von der Anlandung per Schiff an der Nord- und Ostseeküste, nur per Flugzeug möglich, da sonst immer über einen sicheren Drittstaat eingewandert wird. Im Flughafenverfahren findet für Asylantragsteller, die keinen Pass oder einen gefälschten Pass vorlegen oder die aus sicheren Herkunftsstaaten stammen, ein beschleunigtes Verfahren statt. Der Antragsteller wird innerhalb von 2 Tagen angehört und dann entschieden, ob der Asylantrag offensichtlich unbegründet ist, oder die Einreise nach Deutschland gestattet wird. Im Falle der Ablehnung des Asylantrags als offensichtlich unbegründet wird dem Antragsteller auf Staatskosten ein Anwalt gestellt, damit Eilrechtsschutz vor dem Verwaltungsgericht beantragt werden kann. Wenn das Verwaltungsgericht dem Antrag stattgibt oder nicht innerhalb von 14 Tagen über den Antrag entscheidet, darf der Antragsteller nach Deutschland einreisen. Im Falle einer negativen Entscheidung des Gerichts wird der Antragsteller aus dem Transitbereich direkt abgeschoben.[10]
4. Einführung eines eigenständigen Leistungsgesetzes für Asylbewerber: Leistungsgewährung außerhalb der Sozialhilfe, deutliche Leistungsabsenkung, Sachleistungsprinzip, Einweisung in Gemeinschaftsunterkünfte (Asylbewerberleistungsgesetz, in Kraft seit November 1993).
5. Schaffung eines eigenständigen Kriegsflüchtlingsstatus, um zu verhindern, dass Kriegsflüchtlinge in das für sie aussichtslose Asylverfahren gedrängt werden (Aufenthaltsbefugnis nach § 32a Ausländergesetz).

Zur Umsetzung des Asylkompromisses wurde zum 1. Juli 1993 Art. 16 Abs. 2 Satz 2 GG („Politisch Verfolgte genießen Asylrecht“) wortgleich in den neuen Art. 16a GG überführt. Der dort neu eingeführte Absatz 2 enthält die Regelung zur Einreise aus sicheren Drittstaaten. Weiterhin wurde zum 1. Juli 1993 das Asylverfahrensgesetz (AsylVfG) (heutige Bezeichnung: AsylG) ergänzt, eine Verordnung über die sicheren Drittstaaten erlassen, das Ausländergesetz geändert und zum 1. November 1993 das Asylbewerberleistungsgesetz eingeführt.

## Verfassungsrechtliche Beurteilung
Auch nach ihrem Inkrafttreten war die Grundgesetzänderung noch umstritten. Das Bundesverfassungsgericht bestätigte am 14. Mai 1996 mit drei Urteilen die Verfassungsmäßigkeit der Grundgesetzänderung und der sich daraus ergebenden einfachgesetzlichen Bestimmungen.

## Folgen
In der Folge des Asylkompromisses und dem Ende des Jugoslawien-Krieges kam es zu einem deutlichen Rückgang der Asylgesuche. 1995 wurden 166.951 Asylanträge, davon 127.937 Erstanträge gezählt, in der Folge sank die Zahl weiter bis 2008. Im Jahr 2006 wurden laut BAMF noch 21.029 Asylerstanträge gestellt, 2007 nur 19.164. Danach war zunächst ein nur leichter Anstieg zu verzeichnen: 2010 gab es 41.332 Asylerstanträge. Von den 30.759 im Jahr 2006 getroffenen Entscheidungen über Asylanträge fielen 1.951 positiv aus. Anschließend lag die Quote der als Flüchtlinge anerkannten Antragsteller mit 7.870 (bei 28.572 Anträgen 2007) und 10.395 (bei 48.187 Anträgen 2010) deutlich höher.
Eine Studie des Kriminologischen Forschungsinstituts Niedersachsen kam zu dem Ergebnis: „Die oben beschriebene Reduzierung der Zuwanderung von Asylbewerbern von über 400.000 im Jahr 1992 auf ca. 115.000 im Jahr 1996 hat dazu geführt, daß sich die Sozialstruktur der in Deutschland lebenden Ausländer in den letzten Jahren stabilisiert hat. […] Es überrascht deshalb nicht, daß die polizeilich registrierte Kriminalitätsbelastung der Ausländer sinkt, seitdem der ‚Import von Armut‘ durch die neue Asylgesetzgebung drastisch verringert wurde.“
Zum Stichtag 31. Dezember 2009 waren im Ausländerzentralregister (AZR) 51.506 Personen mit einer Asylberechtigung erfasst. Weitere 34.460 Menschen waren erfasst, denen eine Aufenthaltsgestattung als Asylbewerber erteilt wurde. Die Zahl der registrierten Menschen mit Flüchtlingsschutz betrug 67.585. Zudem waren zu dem Stichtag 24.839 Menschen mit einem der Aufenthaltstitel erfasst, die aufgrund bestimmter Abschiebungsverbote erteilt werden. Hauptherkunftsländer sind die Türkei, Irak, Afghanistan und Iran.